# فرودگاه هلیکوپتر پنزنس
فرودگاه هلیکوپتر پنزنس (به انگلیسی: Penzance Heliport) یک فرودگاه خصوصی با کد یاتا PZE است که یک باند فرود چمن with بتن pad دارد و طول باند آن ۳۷۳ متر است. این فرودگاه در کشور انگلستان قرار دارد و در ارتفاع ۴ متری از سطح دریا واقع شده است.